# Juan Lechín Oquendo

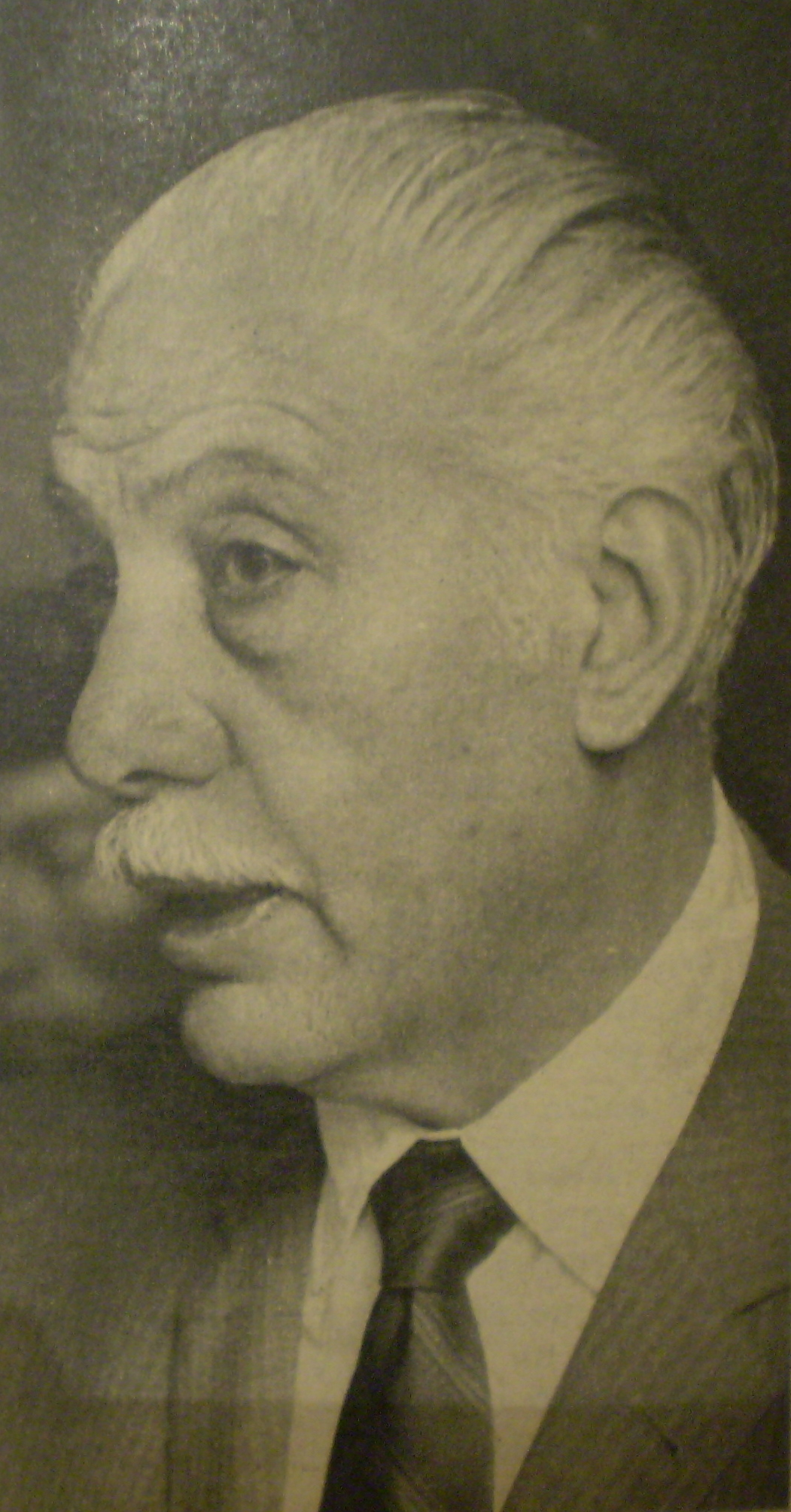
Juan Lechín Oquendo

Juan Lechín „El Maestro“ Oquendo (* 19. Mai 1912 im Municipio Coro Coro, Departamento La Paz; † 27. August 2001 in La Paz) war ein bolivianischer Gewerkschaftsfunktionär und Politiker.

## Leben
Lechín Oquendo arbeitete nach dem Schulbesuch als Bohrhauer im Bergbau und erreichte daneben Bekanntheit als talentierter Fußballspieler. Auf Bitten seines Vaters besuchte er dann die amerikanische Schule von La Paz, wo er auch Hernán Siles Zuazo und Rafael Otazo kennenlernte, die ihn im Dezember 1943 zur Mitarbeit in der Regierung von Gualberto Villarroel López baten. Das ihm angebotene Amt eines Direktors für Industrie und Handel lehnte er jedoch ab und bat stattdessen um die Ernennung als Unterpräfekt des Municipio Uncía im Departamento Potosí. Dabei handelte es sich um die bedeutendste Präfektur, da in Uncía mit Catavi das bedeutendste Zinnbergwerk und damit das wirtschaftliche Zentrum des Landes lag.
Kurz nach Amtsantritt begründete er enge Beziehungen zu den dort tätigen Bergarbeitern und verteidigte die Rechtmäßigkeit der Gründung von deren Gewerkschaft. Auf dem ersten Treffen der bolivianischen Bergarbeiterföderation FSTMB (Federación Sindical de Trabajadores Mineros de Bolivia) wurde er am 11. Juni 1944 zum ständigen Sekretär der Gewerkschaft berufen und übte dieses Amt in der ersten Reihe der Arbeiterbewegung bis 1987 aus. Zugleich war er zwischen 1952 und 1987 Vorsitzender des Dachverbandes der Gewerkschaften COB (Central Obrera Boliviana). Als solcher hatte er maßgeblich Einfluss auf die Revolte von 1952. Am 9. April 1952 verhalf eine von Teilen der Armee, den Studenten und Gewerkschaften angeführte Revolte dem an seiner Amtseinsetzung gehinderten Paz Estenssoro nach der Übergangsregierung von Hernán Siles Zuazo doch noch zur Macht. Der antioligarchisch und antiimperialistisch orientierte MNR wurde zur stärksten politischen Kraft im Land und leitete umfassende Maßnahmen ein (Mobilisierung und Integration der Massen der Arbeiter und der Bauern in die Gesellschaft). Am 30. Oktober 1952 führte die Verstaatlichung der Zinnbergwerke bei einem Preisverfall auf dem Weltmarkt zu Kapitalmangel und Absatzschwierigkeiten.
1960 wurde er Vizepräsident und damit bis 1964 Vertreter von Präsident Víctor Paz Estenssoro, der neben Siles Zuazo 1941 die Movimiento Nacionalista Revolucionario (MNR) begründet hatte, dem Lechín Oquendo ebenfalls angehörte.
Im Juni 1971 wurde er Präsident der neu gegründeten Volksversammlung, wobei er dieses Amt kurz darauf nach dem Amtsantritt von Präsident Hugo Banzer Suárez verlor, unter dessen Diktatur er zunächst verhaftet und unter Hausarrest gestellt wurde. Nachdem er ins Exil gegangen war, wurde er an die erste Stelle der „Schwarzen Liste“ der Gegner Banzers gesetzt, weswegen es ihm nicht erlaubt war, wieder einzureisen.
Erst später kehrte er wieder in sein Heimatland zurück. In seiner Tätigkeit als Gewerkschaftsvorsitzender organisierte er insbesondere 1984 immer wieder Generalstreiks, die die Regierung von Präsident Siles Zuazo und dessen Vizepräsident Jaime Paz Zamora nachhaltig lähmten.
2000 wurde er von Banzer, nunmehr demokratisch gewählter Präsident Boliviens, mit dem Orden „Condor de los Andes“ ausgezeichnet, der höchsten bolivianischen Auszeichnung für Zivilisten.